# Продан Киряков
Продан Киряков Стоянов е български общественик, кмет на Бургас.

## Биография
Роден е на 15 октомври 1854 година във василикоското село Мързево, днес Кондолово. На 20 април 1890 година става кмет на Бургас от Стамболовистката партия. На този пост остава до 13 август същата година. От 1903 година е общински съветник в града. Два пъти е помощник-кмет на града – от 5 януари 1904 до 19 септември 1905 година и 8 януари 1907 до 8 юни 1908 година. Умира на 10 април 1937 година.